# Флаг сельского поселения Фединское
Флаг муниципального образования «Се́льское поселе́ние Фе́динское» Воскресенского района Московской области Российской Федерации.
Флаг учреждён 9 февраля 2006 года и внесён в Государственный геральдический регистр Российской Федерации с присвоением регистрационного номера 2180.
Флаг составлен на основании герба сельского поселения Фединское по правилам и соответствующим традициям геральдики и отражает исторические, культурные, социально-экономические, национальные и иные местные традиции.

## Описание
«Флаг сельского поселения Фединское представляет собой прямоугольное полотнище с отношением ширины к длине 2:3, разделённое по вертикали на синюю и красную части в соотношении 1:2 и несущее посередине фигуру древнерусского воина (из муниципального герба); копье воина достигает верхнего и нижнего краёв полотнища и совпадает с границей синей и красной частей».

## Обоснование символики
Сельское поселение Фединское включает в свой состав многие сёла и деревни, среди которых выделяются своей историей деревни Марчуги, Ратмирово, Ратчино и Сабурово, связанное с участием жителей этих деревень в войске князя Дмитрия Донского и знаменитой Куликовской битве 1380 года. Образ древнерусского воина является символом славного прошлого этих мест.
Само поселение Фединское расположено на правом берегу Москвы-реки, что отражено синей частью флага, а направление наконечника копья указывает на направление течения реки.
Жёлтый круглый щит (тарч), дважды ассоциируется с Воскресенским муниципальным районом, в состав которого входит сельское поселение: как символ солнца (Вознесения, Воскресения) и как аналогия тарча из флага Воскресенского муниципального района.
Красный цвет — символ мужества, решимости, трудолюбия, жизнеутверждающей силы и красоты.
Синий цвет — символ чистоты помыслов, чести, преданности, истины и добродетели.
Жёлтый цвет (золото) — символ богатства, власти, постоянства, уважения, великодушия.